# Municipio de Valley Springs
El municipio de Valley Springs (en inglés: Valley Springs Township) es un municipio ubicado en el condado de Minnehaha en el estado estadounidense de Dakota del Sur. En el año 2010 tenía una población de 366 habitantes y una densidad poblacional de 6,13 personas por km².

## Geografía
El municipio de Valley Springs se encuentra ubicado en las coordenadas 43°32′30″N 96°29′47″O / 43.54167, -96.49639. Según la Oficina del Censo de los Estados Unidos, el municipio tiene una superficie total de 59.67 km², de la cual 59,63 km² corresponden a tierra firme y (0,08 %) 0,05 km² es agua.

## Demografía
Según el censo de 2010, había 366 personas residiendo en el municipio de Valley Springs. La densidad de población era de 6,13 hab./km². De los 366 habitantes, el municipio de Valley Springs estaba compuesto por el 97,54 % blancos, el 0,55 % eran afroamericanos, el 0,82 % eran amerindios, el 0,55 % eran asiáticos y el 0,55 % eran de una mezcla de razas. Del total de la población el 1,91 % eran hispanos o latinos de cualquier raza.